# 880年代
880年代（はっぴゃくはちじゅうねんだい）は、西暦（ユリウス暦）880年から889年までの10年間を指す十年紀。

## できごと

### 882年
- オレグがリューリクの子イーゴリを擁してキエフを占領し、キエフ大公国を建てる。

### 884年
- 藤原基経によって陽成天皇が事実上廃位させられ、第58代光孝天皇が即位。

### 886年
- イングランド王アルフレッドとデーン王グスルムとの間で協定が結ばれる。

### 887年
- 藤原基経が初の関白となる。
- イタリア（中フランク王国）におけるカロリング朝断絶。
- 光孝天皇が没し、第59代宇多天皇が即位。

### 888年
- 高地ブルグント王国が建設され西スイスがその版図となる。

### 889年
- 高望王に平姓を賜う（桓武平氏）。